# 戦極 〜第六陣〜
戦極 〜第六陣〜（せんごく だいろくじん）は、日本の総合格闘技団体「戦極」の大会の一つ。2008年11月1日、埼玉県さいたま市のさいたまスーパーアリーナで開催された。

## 大会概要
戦極ミドル級およびライト級グランプリシリーズ2008の準決勝および決勝が行われ、ミドル級はジョルジ・サンチアゴ、ライト級は北岡悟が優勝を果たした。
ワンマッチで出場した五味隆典はセルゲイ・ゴリアエフに判定負けを喫した。
ミドル級キング・オブ・パンクラシスト竹内出が戦極デビュー。

## 試合結果
第1試合 ミドル級グランプリシリーズ2008 セミファイナル 5分3R
○  ジョルジ・サンチアゴ vs.  シアー・バハドゥルザダ ×
1R 1:10 ヒールホールド
※サンチアゴが決勝進出。
第2試合 ミドル級グランプリシリーズ2008 セミファイナル 5分3R
○  中村和裕 vs.  佐々木有生 ×
3R終了 判定3-0
※中村が決勝進出。
第3試合 ライト級グランプリシリーズ2008 セミファイナル 5分3R
○  横田一則 vs.  廣田瑞人 ×
3R終了 判定3-0
※横田が決勝進出。
第4試合 ライト級グランプリシリーズ2008 セミファイナル 5分3R
○  北岡悟 vs.  光岡映二 ×
1R 1:16 ヒールホールド
※北岡が決勝進出。
第5試合 ミドル級グランプリシリーズ2008 リザーブマッチ 5分3R
○  ジョー・ドークセン vs.  竹内出 ×
3R 4:13 TKO（レフェリーストップ：マウントパンチ）
※ドークセンがリザーブ権獲得。
第6試合 ライト級グランプリシリーズ2008 リザーブマッチ 5分3R
○  ホルヘ・マスヴィダル vs.  ハン・スーファン ×
3R終了 判定3-0
※マスヴィダルがリザーブ権獲得。
第7試合 ライトヘビー級ワンマッチ 5分3R
○  アントニオ・ホジェリオ・ノゲイラ vs.  モイス・リンボン ×
3R終了 判定3-0
第8試合 ライトヘビー級ワンマッチ 5分3R
○  キング・モー vs.  ファビオ・シウバ ×
3R 0:41 TKO（レフェリーストップ：パウンド）
第9試合 ライト級ワンマッチ 5分3R
○  セルゲイ・ゴリアエフ vs.  五味隆典 ×
3R終了 判定2-1
第10試合 ミドル級グランプリシリーズ2008 ファイナル 5分3R
○  ジョルジ・サンチアゴ vs.  中村和裕 ×
3R 0:49 KO（右ストレート→パウンド）
※サンチアゴがグランプリシリーズ優勝。
第11試合 ライト級グランプリシリーズ2008 ファイナル 5分3R
○  北岡悟 vs.  横田一則 ×
3R終了 判定3-0
※北岡がグランプリシリーズ優勝。